# 沃林頓 (新澤西州)
沃林頓（英語：Warrington）是位於美國新澤西州沃倫縣的非建制地區。

## 歷史
沃林頓的郵局於1877年設立，其後於1899年停運。

## 地理
沃林頓所處的海拔為高於海平面107米（即351英呎），而該地所採用的時區為UTC-5，即北美东部时区（EST）。同時該地設有夏令時間，為UTC-5調快一小時，即UTC-4（EDT）。